# Klas Jaederfeldt
Klas Jaederfeldt, folkbokförd Claes Axel Pieter Jaederfeldt, född 16 januari 1941 i Stockholm, är en svensk svampexpert och författare.

## Biografi
Jaederfeldt har bland annat varit sjöman och lagerarbetare samt under 33 år plattsättare. Han har varit amanuens under 15 år vid svampherbariet på Naturhistoriska riksmuseet i Stockholm. Han upptäckte de fina svampmarkerna som finns vid Stora Alsjön, Vårdinge socken, och såg till att dessa blev ett naturreservat. Han har startat både Södertälje svampklubb och svampklubben Mandelriskan i Vingåker.[källa behövs]
Klas Jaederfelt har skrivit boken Tickboken, utgiven av Sveriges Mykologiska Förening, och Svampboken, utgiven av ICA-förlaget. 2014 utkom även boken Stora svampboken med uppdaterad tickbok. Han har ett antal gånger medverkat i såväl radio som TV.
Han har bott i Södertälje kommun, men flyttade år 2010 till Vingåkers kommun i Södermanland.